# 이즈미사와역
이즈미사와역(일본어: 泉沢駅, いずみさわえき)은 일본 홋카이도 가미이소 군 기코나이정에 있는 도난 이사리비 철도 도난 이사리비 철도선의 철도역이다.

## 역 구조
2면 3선의 복합식 승강장이 있는 지상역이다. 기코나이역에서 관리하는 간이 위탁역으로, 창구는 6시부터 16시 30분까지 영업한다. JR로부터 업무를 위탁 받은 전 역장이 역사 관리와 근거리 승차권의 발매 등을 맡고 있다. 승차권은 마르스 시스템에서 미리 인쇄 받은 것을 업무 위탁자가 날짜를 날인해 판매하고 있다.

## 역 주변
- 이즈미사와 우체국
- 이즈미사와 어항

## 역사
- 1930년 10월 25일 - 일본국유철도의 일반역으로 개업.
- 1970년 12월 12일 - 화물 취급 중지.
- 1982년 11월 15일 - 수하물 취급 중지. 무인화, 업무 간이 위탁화.
- 1986년 12월 23일 - 화차를 개조한 역사를 사용.
- 1987년 4월 1일 - 일본국유철도 분할 민영화로 홋카이도 여객철도가 계승.
- 1988년 12월 10일 - 역사 개축.
- 2016년 3월 26일 - 홋카이도 신칸센 개통에 따라 도난 이사리비 철도에게 이관됨.

## 인접한 역
| 도난 이사리비 철도 도난 이사리비 철도선 | 도난 이사리비 철도 도난 이사리비 철도선 | 도난 이사리비 철도 도난 이사리비 철도선 |
| --------------------------------------- | --------------------------------------- | --------------------------------------- |
| sh02 사쓰카리 기코나이 방면             | ■ 도난 이사리비 철도선                  | sh04 가마야 하코다테 방면               |